# Groom of the Stole
Le Groom of the Stole (autrement dit le premier gentilhomme de la chambre du roi ou de la reine) est une nomination datant de la période des Stuart (environ 1603), mais qui s'est développée à partir de la fonction de Groom of the Stool, une fonction déjà existante lors de l'accession au trône d'Élisabeth Ire. L'expression vient de la chaise utilisée pour l'exécution de la fonction (stul signifie chaise en vieil anglais). 
À l'époque victorienne le terme fut réexaminé : Groom of the Stole viendrait du latin stola qui signifie « peignoir ».

## Titulaires

### PourCharlesIer
- ? - 1643: Henri Rich
- 1643 - 1649 : William Seymour (2e duc de Somerset)
- 1649 - (?): Thomas Blagge

### PourHenriette-Marie de France
- 1660 - 1667/1673 : Elizabeth Boyle, comtesse de Guilford

### PourCharles II
- 1660: William Seymour (2e duc de Somerset)
- 1660 - 1685: Sir John Granville

### PourJacques II
- 1685 - 1688: Henry Mordaunt (2e comte de Peterborough)

### PourGuillaume III
- 1689 - 1700: Hans Willem Bentinck (1er comte de Portland)
- 1700 - 1702: Henry Sydney (1er comte de Romney)

### Pourla reine Anne
- 1702 - 1711: - Churchill
- 1711 - 1714: Elizabeth Seymour, duchesse de Somerset

### Pour lePrince George
- 1683 - 1685: John Berkeley
- 1685 - 1687: Robert Leke (3e comte de Scarsdale)
- 1697 - 1708: John West (6e baron De La Warr)

### PourGeorgeIer
- 1714 - 1719: Lionel Cranfield Sackville
- 1719 - 1722: Charles Spencer, 3e comte de Sunderland
- 1722 - 1723: Vacant
- 1723 - 1727: Francis Godolphin, 2e comte de Godolphin

### PourGeorge II
- 1727 - 1735: Francis Godolphin, 2e comte de Godolphin
- 1735 - 1750: Henry Herbert (9e comte de Pembroke)
- 1751 - 1755: Willem van Keppel (2e comte de Albemarle)
- 1755 - 1760: William Nassau de Zuylestein (4e comte de Rochford)

### PourGeorge III
- 1760 - 1761: John Stuart (3e comte de Bute)
- 1761 - 1770: Francis Hastings (10e comte de Huntingdon)
- 1770 - 1775: George Hervey (2e comte de Bristol)
- 1775: Thomas Thynne (1er marquis de Bath)
- 1775 - 1782: John Ashburnham (2e comte de Ashburnham)
- 1782 - 1796: Thomas Thynne (1er marquis de Bath)
- 1796 - 1804: John Ker (3e duc de Roxburghe)
- 1804 - 1812: George Finch (9e comte de Winchilsea)
- 1812 - 1820: Charles Paulet (13e marquis de Winchester)

### PourGeorge IV
- 1820 - 1830: Charles Paulet, 13e marquis de Winchester

### PourWilliam IV
- 1830 - 1837: Charles Paulet, 13e marquis de Winchester

## Pour lePrince Albert
- 1840 - 1841: Robert Grosvenor (1er baron Ebury)
- 1841 - 1846: Brownlow Cecil (2e marquis d'Exeter)
- 1846 - 1859: James Hamilton (1er duc d'Abercorn)
- 1859 - 1861: John Spencer (5e comte Spencer)

### PourÉdouard VII
- 1862 - 1866: John Spencer (5e comte Spencer)
- 1866 - 1877: ?
- 1877 - 1883: William Thomas Knollys
- 1883 - 1901: James Hamilton (2e duc d'Abercorn)